# Inscape
Cet article possède un paronyme, voir Inkscape.
Albums de Alexandra Stréliski
Pianoscope
(2011) Néo-Romance
(2023)
Inscape est le deuxième album de la compositrice et pianiste canadienne Alexandra Stréliski. Il se compose de onze morceaux pour piano.

## Titres
Toute la musique est composée par Alexandra Stréliski.
| Inscape | Inscape                | Inscape | Inscape | Inscape | Inscape | Inscape | Inscape | Inscape | Inscape |
| No      | Titre                  | Durée   |         |         |         |         |         |         |         |
| ------- | ---------------------- | ------- | ------- | ------- | ------- | ------- | ------- | ------- | ------- |
| 1.      | Plus tôt               | 2:59    |         |         |         |         |         |         |         |
| 2.      | The Quiet Voice        | 2:28    |         |         |         |         |         |         |         |
| 3.      | Par la fenêtre de Théo | 2:53    |         |         |         |         |         |         |         |
| 4.      | Ellipse                | 2:17    |         |         |         |         |         |         |         |
| 5.      | Changing Winds         | 3:13    |         |         |         |         |         |         |         |
| 6.      | Interlude              | 3:33    |         |         |         |         |         |         |         |
| 7.      | Blind Vision           | 3:23    |         |         |         |         |         |         |         |
| 8.      | Burnout Fugue          | 2:52    |         |         |         |         |         |         |         |
| 9.      | Overturn               | 4:17    |         |         |         |         |         |         |         |
| 10.     | Revient le jour        | 3:33    |         |         |         |         |         |         |         |
| 11.     | Le Nouveau départ      | 3:35    |         |         |         |         |         |         |         |
| 35:03   |                        |         |         |         |         |         |         |         |         |

## Accueil
Inscape est l'album classique numéro un sur Apple Music fin 2018 aux États-Unis.
Deux titres[Lesquels ?] atteignent plus de 20 millions d'écoutes sur Spotify,.
Inscape est nommé numéro 9 sur les 10 meilleurs albums de composition expérimentale et moderne d'Exclaim! publiés en 2018.

## Récompenses
Inscape est nommé en tant qu'album de l'année et album instrumental de l'année aux prix Juno de 2020, Stréliski étant également nommée pour la révélation de l'année.
L'album figure également sur la liste du prix de musique Polaris de 2019.
Le succès d'Inscape conduit Stréliski à recevoir deux prix Félix en 2019 : Auteure ou compositrice de l'année et Révélation de l'année.